# Cynanchum stenospira
Cynanchum stenospira är en oleanderväxtart som beskrevs av Karl Moritz Schumann. Cynanchum stenospira ingår i släktet Cynanchum och familjen oleanderväxter. Inga underarter finns listade i Catalogue of Life.